# Mon Ours et Moi
Teddy Together (クマ・トモ, Kuma-Tomo), en français Mon Ours et Moi, est un jeu vidéo de simulation de vie développé par Arika et édité par Nintendo, édité par Bandai Namco Games, sorti en 2013 sur Nintendo 3DS. Assez bien accueilli (7/10 sur Nintendo Life), le but est d'élever un ourson parlant.

## Système de jeu
Teddy Together propose aux joueurs d'élever un ours en peluche intelligent.

### Déroulement
L'histoire est que le protagoniste humain reçoit une boîte contenant l'ours en peluche. Le joueur doit nommer l'ours puis lui apprendre le nom d'une sucette. Au fil du temps l'ours doit apprendre des choses sur le joueur afin que ce dernier puisse avancer dans le jeu et l'histoire qui y est parallèle.

### Questions que l'ours en peluche pose au joueur
Pour que l'ours en peluche pose des questions au joueur, il faut que sa jauge de bonheur soit complètement remplie. (Cette dernière a la forme d'une tête d'ours.) Il existe cependant des exceptions : Quelquefois la jauge est remplie mais ne pose pas de questions dans les cas suivants :
1. L'ours a faim.
2. L'ours n'est pas propre.
3. Ce jour-là, 5 questions (10 au début du jeu) ont été posées par l'ours.

Il existe différents moyens de remplir cette jauge : 
• Donner un repas ou des sucettes à l'ours. 
• Discuter avec lui. 
• Jardiner. 
• Voyager. 
• Faire des achats. 
• Le laver. 
La jauge ne se remplit plus à partir du niveau 16. 

### Discuter
Fonction importante du jeu, elle permet à l'ours de pouvoir avoir de nouvelles réponses aux questions déjà posées ou de remplir la jauge et le nombre d'étoiles du bonheur en ayant des discussions amicales. 
De nouveaux sujets de discussion sont ajoutés à chaque changement de niveau.

#### Caresser l'ours
Fonction utilisable en appuyant sur l'ours. Elle peut donner 2 étoiles du bonheur et remplir un petit peu la jauge.

#### Donner des sucettes
Fonction pouvant donner des étoiles du bonheur et remplir un petit peu la jauge de bonheur. Sert également à débloquer de nouvelles couleurs pour l'ours.

#### Présenter un ami
Permet à l'ours d'apprendre de nouvelles choses sur les amis du joueur. À chaque utilisation apprenant une nouvelle chose à l'ours, de nouvelles discussions sont débloquées. Chaque ami ne peut discuter avec l'ours qu'une fois par jour. Fonction pouvant donner des étoiles du bonheur et remplir un petit peu la jauge de bonheur.

### Sortir
Ceci permet de faire trois choses : Jardiner, faire des achats et voyager.

#### Jardiner
Fonction permettant de faire pousser des plantes. À chaque avancée importante (par ex. 60% du catalogue de jardinage) une question secondaire est posée.
L'on peut faire 3 choses :
1. Semer une graine (Graine -1)
2. Arroser (Étoiles du bonheur -20)
3. Mettre de l'engrais (Argent -? (Selon l'engrais sélectionné))

##### Types de plantes
1. Fleurs. Obtenables avec une graine de fleur ou un engrais fleur, ou en mélangeant une graine de légume et une graine d'arbre.
2. Légumes. Obtenables avec une graine de légume ou un engrais légume, ou en mélangeant une graine de fleur et une graine d'arbre.
3. Arbres. Obtenables avec une graine d'arbre ou un engrais arbre, ou en mélangeant une graine de fleur et une de légume.
4. Plantes ???. Obtenables uniquement en mélangeant une graine de fleur et une graine d'arbre et une graine de légume.

#### Faire des achats
Permet d'acheter des sucettes, des vêtements et des graines.

#### Voyager
Permet de voyager. Débloque à chaque voyage une nouvelle discussion. Donne des étoiles du bonheur et remplis un petit peu la jauge. Fonction utilisable uniquement avec certaines tenues.

### Amiibo
Ce jeu est compatible avec les amiibos. Ils sont utilisables pour gagner des récompenses, tel que de l'argent ou des couleurs inédites. Chaque jour un autre amiibo est mis en valeur, qui offre un bonus en cas d'utilisation.

### Manger
Permet de nourrir l'ours afin d'optimiser les discussions et de débloquer d'autres recettes sous certaines conditions. 

### Habiller
Permet d'habiller l'ours avec les vêtements achetés ou débloqués avec les défis de jardinage. Permet également de changer la couleur de l'ours.

## Accueil

### Critique
- Nintendo Life : 7/10[1]

### Ventes
En juin 2018, le jeu s'était vendu à plus de 350 000 exemplaires.